# 瓦尔西维耶尔
瓦尔西维耶尔（法語：Valcivières，法語發音：[valsivjɛʁ]）是法国多姆山省的一个市镇，属于昂贝尔区。

## 地理
瓦尔西维耶尔（45°35'32"N, 3°47'44"E）面积32.96 平方千米，位于法国奥弗涅-罗讷-阿尔卑斯大区多姆山省，该省份为法国中南部省份，北起阿列省接壤，东临卢瓦尔省，南至上盧瓦爾省和康塔爾省，西接科雷兹省和克勒兹省。
与瓦尔西维耶尔接壤的市镇（或旧市镇、城区）包括：圣博内勒库罗、昂贝尔、拉福里、格朗里夫、若布、圣昂泰姆。

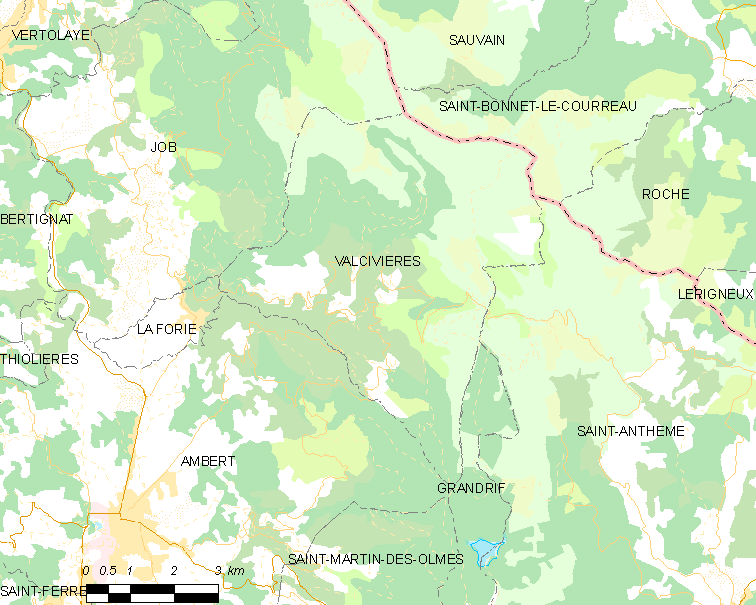
瓦尔西维耶尔的OSM定位图

瓦尔西维耶尔的时区为UTC+01:00、UTC+02:00（夏令时）。

## 行政
瓦尔西维耶尔的邮政编码为63600，INSEE市镇编码为63441。

## 政治
瓦尔西维耶尔所属的省级选区为昂贝尔县。

## 人口

1962-2008年间瓦尔西维耶尔人口变化图示

瓦尔西维耶尔于2022年1月1日时的人口数量为229人。